# Ice Age 4 – Voll verschoben
Ice Age 4 – Voll verschoben (Originaltitel: Ice Age: Continental Drift) ist ein amerikanischer computeranimierter Action-Comedy-Film aus dem Jahr 2012, der in 3D vorgeführt wird. Basierend auf dem Drehbuch von Michael Berg, Jason Fuchs und Mike Reiss führten Steve Martino und Mike Thurmeier Regie.
Der Film ist der vierte Teil der Ice-Age-Filmreihe und der erste Teil, bei dem nicht Carlos Saldanha Regie führte. Er wurde von Blue Sky Studios produziert und von 20th Century Fox vertrieben. Es ist der zweite Ice Age-Film nach Ice Age 3 – Die Dinosaurier sind los, der in 3D produziert wurde. Das Veröffentlichungsdatum für die Vereinigten Staaten war der 13. Juli 2012, in Deutschland erschien der Film bereits am 2. Juli 2012.

## Handlung
Der Film knüpft ein paar Jahre nach Ice Age 3 – Die Dinosaurier sind los an. Mannis und Ellies Tochter Peaches ist zu einem Teenager-Mammut herangewachsen und hat nur Augen für den attraktiven Mammut-Jüngling Ethan, der von allen Mammut-Mädchen angehimmelt wird. Um vor Ethan gut dazustehen, verleugnet Peaches ihre Freundschaft mit ihrem eigentlichen besten Freund Louis, einem Maulwurfigel, und gewöhnt sich Eigenheiten wie das Kopfüberschlafen an einem Ast wie ihre Mutter Ellie ab, sehr zum Missfallen ihres Vaters Manni. Als Manni gerade dazwischenfunkt, als sich Peaches und Ethan näherkommen, kommt es zu einem Vater-Tochter-Streit zwischen Manni und Peaches. Das Megalonyx Sid freut sich über ein unerwartetes, ungeplantes Wiedersehen mit seiner Familie. Sids Eltern zeigen sich zwar erfreut, haben jedoch nur im Sinn, Sids scheinbar lästige, senile und eigenwillige Großmutter zurückzulassen. So kommt es und Sids Eltern ziehen weiter, als Sid und seine Oma kurzzeitig abgelenkt sind.
Rattenhörnchen Scrats Jagd nach seiner geliebten Eichel lässt das Tier bis zum Mittelpunkt der Erde gelangen, wo Scrat mit seinem Ungeschick die einzelnen Kontinente erschafft und für schwere Kontinentalverschiebungen sorgt. Gerade in der Meinungsverschiedenheit zwischen Manni und Peaches werden Manni, Diego, Sid und Sids Großmutter vom Rest der Herde getrennt und treiben auf einer Eisscholle ins offene Meer hinaus, Manni kann seiner Familie jedoch zurufen, dass sich alle an der Brücke treffen sollen. Eine langsame Kontinentalverschiebung zwingt die zurückgebliebenen Ellie und Peaches, die Opossums Crash und Eddie sowie die anderen Tiere des Tals, darunter auch Ethan und Louis, ihre Heimat zu verlassen, und so steuern sie wie verabredet langsam in Richtung Brücke. Scrat findet währenddessen auf dem Grund des Meeres eine Schatzkarte in einer hohlen Eichel und folgt dieser.
Manni, Diego, Sid und Sids Großmutter treiben immer weiter ab, bis sie auf eine Bande Piraten treffen, angeführt vom Gigantopithecus Captain Utan, der den zunächst als Beute geplanten Manni in seiner Mannschaft haben möchte. Es kommt zum Kampf, bei dem sich Captain Utans riesige Scholle teilt. Die Säbelzahntiger-Dame Shira, die eigentlich zu Captain Utans Crew gehörte, ist kurzzeitig gezwungen, sich Manni, Diego und Sid anzuschließen. Als die Herde endlich Land erreicht, versucht Shira zu fliehen, doch Diego kann sie einholen. Entsetzt stellt die Herde aber fest, dass Captain Utan ebenfalls bereits an Land gegangen ist und bereits eine neue, riesige Eisscholle zu einem Schiff umfunktioniert hat. Mit den einheimischen Klippschliefern, die sich nur mit Sid verständigen können, kann die Herde Captain Utan ablenken und mit Utans Schiff selbst ablegen. Shira beschließt, der Herde um Diego bei der Flucht mit dem Schiff zu helfen, bleibt aber zurück und wird von Utan als Verräterin bezeichnet und dementsprechend behandelt. Mit einer neuen, großen Eisscholle und Narwalen als Antrieb will Utan vor der Herde deren Heimat erreichen, um sich an Mannis Familie zu rächen.
Auf dem Weg nach Hause erreichen Manni, Diego, Sid und dessen Großmutter auf hoher See Sirenen, die ihnen ihre innersten Wünsche zeigen und ihnen eine perfekte Illusion dessen bieten, was sie sich am meisten wünschen – bei Diego beispielsweise das Näherkommen mit Shira und bei Manni das Wiedersehen und die Versöhnung mit seiner Familie. Einzig Manni kann den Sirenen widerstehen, da die Illusion etwas sagt, was Ellie nie sagen würde, und so gelingt es ihm, das Schiff wieder auf die richtige Bahn zu lenken. Zuhause angekommen müssen Manni und die anderen entsetzt feststellen, dass nicht nur die Brücke eingestürzt, sondern auch Captain Utan vor ihnen angekommen ist und Ellie und Peaches gefangen hält, um sich an Manni zu rächen. Dabei wechselt Shira endgültig die Seiten, schließt sich Diegos Herde an und kämpft gegen Utans Crew mit. Nicht zuletzt dank des heroischen Auftretens des kleinen Louis, den Peaches für Schönling Ethan verleugnet hatte, sowie des „Haustiers“ von Sids Großmutter, eines riesigen Wals, können Captain Utan und seine Crew geschlagen werden, woraufhin Peaches und die ganze Herde Louis als Helden feiern. Captain Utan gelangt anschließend zu den Sirenen, fällt auf deren Illusionen herein und wird zum Opfer dieser mythischen Wesen. Die Herde hat zwar ihr Zuhause verloren, jedoch begeben sich alle gemeinsam auf die Insel der Klippschliefer, auf der sie sich kurzzeitig befunden haben und finden dort ihr neues, noch idyllischeres Zuhause.
Scrat erreicht zum Ende doch das Ziel seiner Eichel-Schatzkarte und gelangt nach „Scratlantis“, wo er auf sprechende und äußerst zivilisierte Artgenossen trifft, und es mehr als genug Eicheln für alle gibt; Scrat ist in seinem persönlichen, absoluten Paradies angekommen. Trotz der Warnungen der anderen Eichhörnchen hat es Scrat ausgerechnet auf die Eichel abgesehen, die als wichtiger Stöpsel fungiert. Als Scrat diese Eichel anhebt, überschwemmt und vernichtet er letztendlich Scratlantis – und erschafft damit den letzten fehlenden Kontinent, Nordamerika.

## Entwicklung
Die ersten Details der Fortsetzung wurden am 10. Januar 2010 veröffentlicht, als The New York Times meldete, dass Blue Sky Studios an einem vierten Film arbeitete und über die Stimmbesetzung verhandelte. Fox bestätigte am 5. Mai 2010, dass Ice Age 4 – Voll verschoben am 13. Juli 2012 veröffentlicht werden würde.
Peter Deseve (Art Director des Films) entwickelte eine Reihe von Tieren für den Film, die aber nie verwendet wurden. Beispielsweise sollte Sid auf der Insel auf einem Hyracotherium, einem Riesenkalmar und auf einer Reihe von prähistorischen Haien reiten, als Sids Großmutter ein Bad im Meer nimmt. Captain Utan war zunächst ein Bär, da aber Peter Deseve meinte, dass ein Affe dank der Flexibilität der Gelenke und den „vier Händen“ ein viel passenderes Tier war, wenn er sich z. B. auf der Schiffstakelage durchschwingt, wurde das im Film abgeändert.
Ein Poster für den Film wurde bei der Licensing International Expo 2010 in Las Vegas veröffentlicht. Am 19. Dezember 2010 gab 20th Century Fox einen ersten Screenshot des Filmes preis.

## Synchronisation
Die deutsche Synchronisation entstand nach einem Dialogbuch von Michael Nowka unter seiner Dialogregie im Auftrag der Berliner Synchron AG.
| Rolle                | Englischer Sprecher   | Deutscher Sprecher      | Beschreibung                                                       |
| -------------------- | --------------------- | ----------------------- | ------------------------------------------------------------------ |
| Scrat                | Chris Wedge           | Originalstimme          | Ein „Säbelzahn-Eichhörnchen“ (Cronopio ähnlich)                    |
| Sid                  | John Leguizamo        | Otto Waalkes            | Ein Megalonyx (Riesenfaultier)                                     |
| Manni                | Ray Romano            | Arne Elsholtz           | Das Vater-Mammut                                                   |
| Ellie                | Queen Latifah         | Daniela Hoffmann        | Das Mutter-Mammut                                                  |
| Peaches              | Keke Palmer           | Annina Braunmiller-Jest | Mannis und Ellies Tochter                                          |
| Diego                | Denis Leary           | Thomas Fritsch          | Ein Säbelzahntiger                                                 |
| Crash                | Seann William Scott   | Rainer Fritzsche        | Ein Opossum; Ellies Adoptivbruder                                  |
| Eddie                | Josh Peck             | Julien Haggège          | Ein Opossum; Ellies Adoptivbruder                                  |
| Ethan                | Drake                 | Johannes Raspe          | Ein Wollhaarmammut, das eine Neigung für Peaches entwickelt        |
| Katie                | Heather Morris        | Josephine Schmidt       | Ein Wollhaarmammut, von Gefolge Ethan                              |
| Hailey               | Nicki Minaj           | Anja Stadlober          | Ein Wollhaarmammut, von Gefolge Ethan                              |
| Louis                | Josh Gad              | Max Felder              | Ein Maulwurfigel, der heimlich in Peaches verliebt ist             |
| Milton               | Alan Tudyk            | Karlo Hackenberger      | Ein Faultier, Sids Vater                                           |
| Marshall             | Ben Gleib             | Bernhard Völger         | Ein Faultier, Sids Bruder                                          |
| Onkel Fungus         | Eddie „Piolín“ Sotelo | Hans-Jürgen Dittberner  | Ein Faultier, Sids Onkel                                           |
| Sids Großmutter      | Wanda Sykes           | Marie Gruber            | Ein Faultier, Sids Großmutter und alle nennen sie Oma              |
| Eunice               | Joy Behar             | Philine Peters-Arnolds  | Ein Faultier, Sids Mutter                                          |
| Captain Utan         | Peter Dinklage        | Tilo Schmitz            | Ein Gigantopithecus Captain der Piraten und der Haupt-Antagonist   |
| Shira                | Jennifer Lopez        | Ranja Bonalana          | Ein Smilodon aus Utans Crew, in das sich Diego verliebt            |
| Squint               | Aziz Ansari           | Asad Schwarz-Msesilamba | Ein prähistorische Kaninchen aus Utans Crew                        |
| Raz                  | Rebel Wilson          | Martina Treger          | Ein Procoptodon aus Utans Crew                                     |
| Flynn                | Nick Frost            | Michael Nowka           | Ein See-Elefant aus Utans Crew                                     |
| Gupta                | Kunal Nayyar          | Wolfram Kons            | Ein Dachs aus Utans Crew und die Piratenflagge                     |
| Silas                | Alain Chabat          | Frank Röth              | Ein Blaufußtölpel aus Utans Crew                                   |
| Dobson               | Frank Welker          | Originalstimme          | Ein Metridiochoerus (prähistorisches Warzenschwein) aus Utans Crew |
| Precious             | Frank Welker          | Originalstimme          | Ein Leviathan melvillei, das Haustier von Sids Großmutter          |
| Sirenen              | Ester Dean            | Originalstimme          | Meeresungeheuer, die jede Gestalt annehmen können                  |
| Ariscratle           | Patrick Stewart       | Christian Rode          | Ein Rattenhörnchen aus Scratlantis                                 |
| Buck (Cameoauftritt) | Simon Pegg            | Michael Iwannek         | Ein Wiesel mit Augenklappe                                         |
| Rudy (Cameoauftritt) | Frank Welker          | Originalstimme          | Ein Baryonyx                                                       |

## Marketing und Veröffentlichung
Der erste Trailer für Ice Age 4 – Voll verschoben wurde am 5. März 2012 veröffentlicht. Zudem erhält Ice Age 4 – Voll verschoben als Vorfilm einen Simpsons-Kurzfilm, dessen Titel Der längste Kita-Tag lautet.
Im Abspann und während des Films werden die Lieder We Are (Family), an dem der kanadische Rapper Drake und die US-amerikanische Sängerin Jennifer Lopez arbeiteten, sowie Chasing the Sun von der britischen Boygroup The Wanted verwendet.
Am 1. Januar 2013 erschien der Film in Deutschland auf DVD.

### Fortsetzung
Am 30. Juni 2016 kam die Fortsetzung Ice Age 5 – Kollision voraus! in die deutschen Kinos.

## Erfolg
Am Startwochenende wurden in Deutschland 1,1 Mio. Eintrittskarten verkauft. Damit hatte Ice Age 4 – Voll verschoben den drittbesten Kinostart des deutschen Kinojahres 2012. Insgesamt lockte er 6,682 Mio. Zuschauer in die deutschen Kinos, was einem Einspielergebnis von 66,2 Mio. US-Dollar (umgerechnet 51 Mio. €) entspricht. Damit erreichte er Platz 3 der meistbesuchten Kinofilme in Deutschland des Jahres 2012.
Am 13. Juli startete der Film in den Vereinigten Staaten und spielte am Startwochenende über 46,6 Mio. US-Dollar ein. Zurzeit liegen die weltweiten Einnahmen bei 877,24 Mio. US-Dollar. Das bedeutet auch, dass Ice Age 4 der erfolgreichste Animationsfilm des Jahres 2012 ist. Außerdem hatte der Film ein Budget von 95 Mio. US-Dollar, was um 5 Mio. US-Dollar höher liegt als sein Vorgänger.
In der Liste der weltweit erfolgreichsten Filme aller Zeiten belegt Ice Age 4 – Voll verschoben derzeit Platz 84 (Stand: 19. April 2025).

## Kritiken
„Anders als der letzte Teil, dessen rasante Dino-Action den kindlichen Charme vermissen ließ, lässt die Vielzahl skurriler Charaktere in Teil 4 den Zauber der ersten Filme wieder aufleben. Fazit: Turbulentes Hochsee-Abenteuer mit viel Witz und Gefühl.“

„‚Ice Age 4‘ hat zu wenig Story und zu viele Figuren, aber was viel wichtiger ist: Er macht enormen Spaß. Der vierte Teil der Urzeit-Saga ist vor allem wegen seiner erprobten Mischung aus irrwitziger Situationskomik und turbulenter Action prima Familien-Unterhaltung.“

„Der Plot weckt Assoziationen an altes europäisches Kulturgut, hat in der Familie und deren Wiederzusammenführung seinen Motor, streift Teenager-Eltern-Dynamik, Generationsproblematik und natürlich die Liebe. Die Natur und die Piraten sorgen für einige spektakuläre Actionsequenzen, allesamt eindrucksvoll, mit wirkungsvollen Kameraperspektiven animiert. Die Dreidimensionaliät ist ein attraktiver Bonus, auch wenn angesichts des jungen Zielpublikums Chancen verpasst werden, weil die Filmemacher auch hier Zirkuseffekte meiden wie Sid die Selbstreflexion.“